# Nils Torvalds
Nils Ole Hilmer Torvalds, född 7 augusti 1945 i Ekenäs, är en finlandssvensk politiker och journalist, som från 2012 till 2024 var Europaparlamentariker för Svenska folkpartiet i Finland.

## Biografi
Nils Torvalds studerade juridik vid Helsingfors universitet under åren 1966–1969 och studerade även nationalekonomi vid Samhällsvetenskapliga institutet, (Institut obshestvennykh nauk/Институт социальных наук ) i Moskva åren 1975–1977. Sin politiska karriär började han i Finlands Kommunistiska Parti som student på 1960-talet. 1968 stormade han scenen på Mittenförbundets möte bärande på en deaktiverad k-pist lånad från en teaterproduktion och utropade "Revolutionen har börjat!". Tilltaget var tänkt som ett skämt men väckte stor uppståndelse. Torvalds publicerade senare en förklaring där han tog avstånd från våldsromantik.
Han förblev aktiv inom kommunistpartiet fram till 1980-talet. Han var chefredaktör för kommunistpartiet tidning Enhet (september 1973 – juni 1975 samt juni 1977 – augusti 1980). I maj 2006 anslöt sig Nils Torvalds till Svenska folkpartiets lokalavdelning i Helsingfors centrum, och han har också varit partiets viceordförande 2008–2011. Tidigare har Torvalds även arbetat med svenskspråkig radio och TV i Finland. Nils Torvalds är expert på Ryssland, och var mellan 1995 och 1999 korrespondent i Moskva och 2000–2004 korrespondent i Washington, D.C.
Han är son till Ole Torvalds och far till Linus Torvalds. Hans morfar var författaren Ernst von Wendt.

### Europaparlamentariker
I Europaparlamentet fungerar Torvalds sedan januari 2017 som andra viceordförande för Gruppen Alliansen liberaler och demokrater för Europa, Alde.  Han blev ledamot av Europaparlamentet i juli 2012, då Svenska folkpartiets tidigare representant Carl Haglund blev partiordförande och försvarsminister. Torvalds tog då också över platsen i parlamentsutskotten för fiskeri (PECH), budget (BUDG), ekonomi och valutafrågor (ECON) och utskottet för medborgerliga fri- och rättigheter samt rättsliga och inrikes frågor (LIBE). Torvalds medverkade också som den liberala gruppens representant i Europaparlamentets utredning av Europeiska centralbankens, Europeiska kommissionens och Internationella valutafondens (den så kallade trojkans) hantering av Grekland, Spanien, Portugal och Cypern i samband med Eurokrisen.
I Europaparlamentsvalet 2014 blev Nils Torvalds vald till Svenska folkpartiets enda Europaparlamentariker med 29 241 röster och tog därmed Finlands tionde mandat. Torvalds var ordinarie medlem i utskottet för miljö, folkhälsa och livsmedelssäkerhet (ENVI) och suppleant i budgetutskottet (BUDG), utskottet för ekonomi- och valutafrågor (ECON), utskottet för fiskerifrågor (PECH) och utskottet för penningtvätt, skatteundandragande och skatteflykt (PANA). 
Utöver utskotten var Torvalds medlem i delegationen till den parlamentariska samarbetskommittén EU-Ryssland.
Därtill var Torvalds ordförande i intergruppen som berör minoritetsfrågor och är även medlem i Östersjögruppen och intergruppen för funktionshinder.

### Presidentvalskandidat 2018
Nils Torvalds ställde upp som presidentvalskandidat för Svenska folkpartiet i Finlands presidentval 2018.

## Priser och utmärkelser
- Topeliuspriset,  2000
- Riddartecknet av I klass av Finlands Lejons orden,  6 december 2021[5]

[Redigera Wikidata]